# فيرتومنوس
فيرتومنوس هو إله الفصول والتغيير ونمو النباتات، وكذلك الحدائق والأشجار المثمرة في الأساطير الرومانية. يمكنه تغيير شكله حسب الرغبة. باستخدام هذه القوة، وفقًا لتحولات أوفيد (الرابع عشر)، خدع بومونا للتحدث معه عن طريق التنكر في هيئة امرأة عجوز والدخول إلى بستانها.